# Harding-JAP
Harding-JAP is een Frans historisch merk van motorfietsen.
De bedrijfsnaam was: H.J. Harding, St. Cyr, Parijs.
De Engelsman Harding bouwde in Frankrijk zijn 496cc-motorfietsen met motoren van JAP en andere leveranciers. Hij begon de productie in 1912, maar door het uitbreken van de Eerste Wereldoorlog moest hij deze weer beëindigen.